# گابریل قازاریان
گابریل فرونزی قازاریان (Գաբրիել Ֆրունզի Ղազարյան؛ زادهٔ ۱۲ مارس ۱۹۷۲) یک سیاستمدار اهل ارمنستان است که از تاریخ ۲۰۱۴ تا تاریخ ۲۰۱۶ در دولت هوویک آبراهامیان و از تاریخ ۲۰۱۸ تا تاریخ ۲۰۱۹ در دولت اول نیکول پاشینیان سمت وزیر ورزش و امور جوانان ارمنستان را برعهده داشت.

## زندگی‌نامه
در ۱۲ مارس ۱۹۷۲ در ایروان به دنیا آمد و از  انستیتو دولتی فرهنگ سلامت و ورزش پرورش اندام ارمنستان فارغ‌التحصیل شد..